# Mix Tape Vol. 3: 60 Minutes of Funk – The Final Chapter
Mix Tape vol. 3:60 Minutes of Funk – wydany w 1998 roku mixtape Funkmastera Flexa. Zawiera głównie utwory typu freestyle. Na płycie wystąpili między innymi DMX, Ice Cube, Shaquille O’Neal i Foxy Brown.

## Lista utworów
1. „Freestyle Over Chic Good Times Instrumental/Take Me To The Mardi Gras Instrumental” (Busy Bee)
2. „Here We Go” (Khadejia)
3. „Freestyle Over Mobb Deep Give Up The Goods (Just Step) Instrumental” (DMX)
4. „Freestyle Over Raekwon Incarcerated Scarfaces Instrumental” (Charlie Baltimore & Cam’ron)
5. „Ain’t No Nigga” (Jay-Z)
6. „Freestyle Over Wu-Tang Clan MGM Instrumental” (Ice Cube & Mack 10)
7. „Freestyle Over Instrumental” (KRS-One)
8. „Wild For The Night” (Rampage)
9. „Thug Brothers” (Big Pun & Noreaga)
10. „Freestyle Over Instrumental” (Mos Def)
11. „Prime Time” (Tha Alkaholiks & Xzibit)
12. „Freestyle Over Xzibit Los Angeles Times Instrumental” (Common)
13. „Freestyle Over Raekwon Ice Cream Instrumental” (Canibus)
14. „Freestyle Over Wu-Tang Clan-Triumph Instrumental” (Missy Elliott)
15. „Freestyle Over Mona Lisa Instrumental” (Slick Rick)
16. „Show Down” (Buckshot & Q-Tip)
17. „Do That” (Cocoa Brovas)
18. „Shook Ones Pt. II” (Mariah Carey)
19. „Freestyle Over Wu-Tang Clan-It's Yourz Instrumental” (King Sun)
20. „Freestyle Over Instrumental” (Gang Starr)
21. „Shake Whatcha Mama Gave Ya” (Lyve-N. Direct)
22. „Get Money” (Junior M.A.F.I.A.)
23. „Wu-Tang Cream Team Line-Up” (Wu-Tang Clan)
24. „Freestyle Over Tha Alkaholiks Next Level Instrumental” (Oeter Gunz & Lord Tariq)
25. „Freestyle Over Raekwon Glaciers Of Ice Instrumental” (Mobb Deep)
26. „That Shit” (A Tribe Called Quest & JD Of Slum Village)
27. „Freestyle Over Mobb Deep Hell On Earth Instrumental” (Erykah Badu)
28. „Freestyle Over Xzibit At The Speed Of Life Instrumental” (Big Pun, Fat Joe & Terror Squad)
29. „Shimmy Shimmy Ya” (Ol’ Dirty Bastard)
30. „Put Your Hammer Down” (Wu-Tang Clan)
31. „Jump Around” (House of Pain)
32. „OPP” (Naughty By Nature)
33. „Whoop Whoop” (DJ Pooh)
34. „Eightball” (Eightball)
35. „Freestyle Over Mobb Deep Drop A Gem On Em Instrumental” (EPMD)
36. „Freestyle Over Sadat X Lump Lump Instrumental” (Keith Murray)
37. „Show Me Love” (24/7)
38. „Freestyle Over Instrumental” (Busta Rhymes & Flipmode Squad)
39. „10% DIS” (Foxy Brown)
40. „Freestyle Over Instrumental” (Shaquille O’Neal & Sonja Blade)